# Stanley Common
Pour les articles homonymes, voir Stanley.
Stanley Common est un village du Derbyshire, en Angleterre.  Avec Stanley, il forme la paroisse civile de Stanley and Stanley Common.